# Bamseom

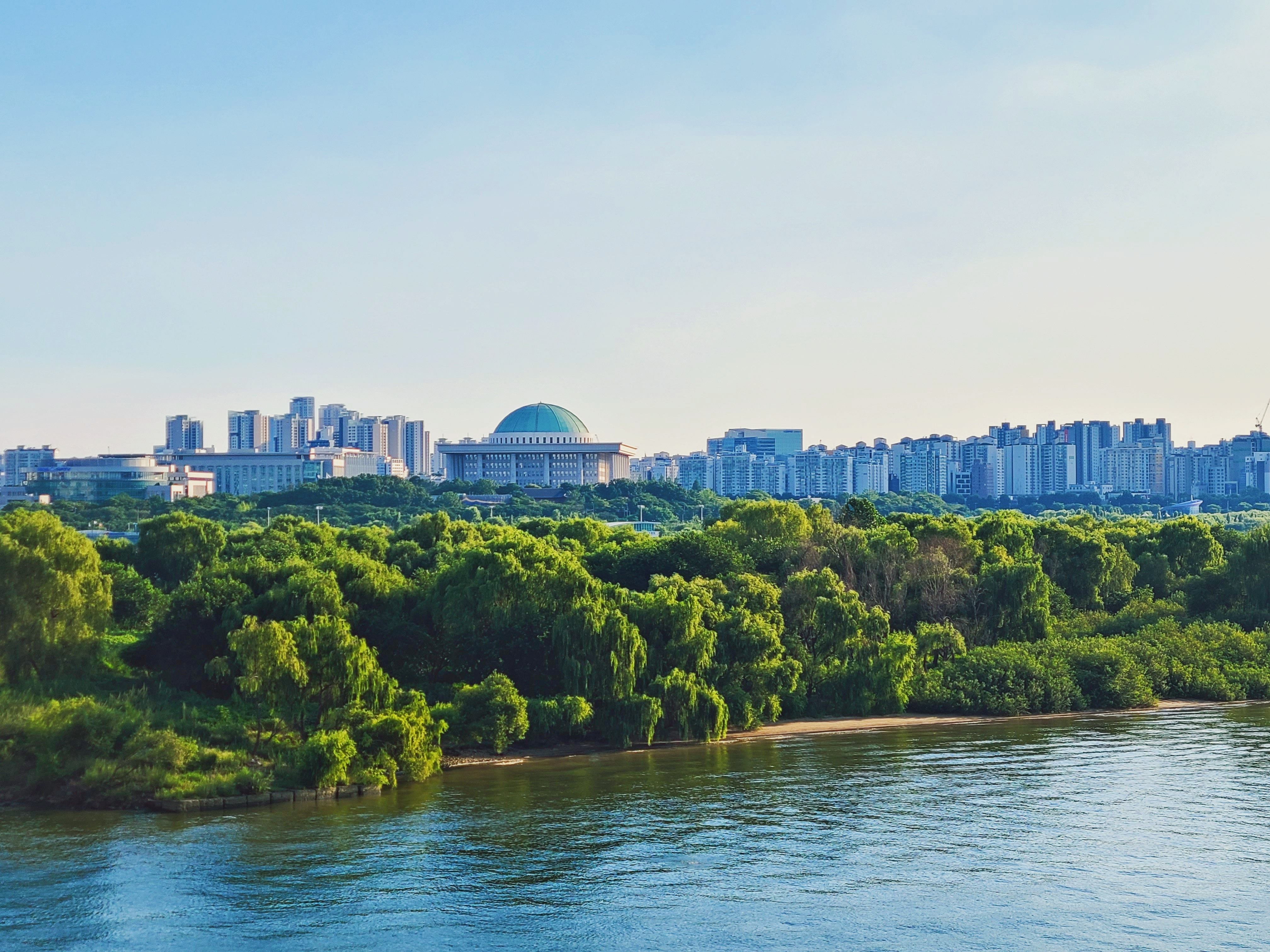
Phong cảnh đảo Bamseom, sông Hán và tòa nhà Quốc hội ở Yeouido nhìn từ cầu Seogang

Đảo Bamseom (Tiếng Hàn: 밤섬) hay Yuldo (Tiếng Hàn: 율도) là một hòn đảo ở giữa sông Hán nằm giữa Yeouido-dong, Yeongdeungpo-gu và Dangin-dong, Mapo-gu, Seoul và có cầu Seogang đi qua đảo. Đảo nổi tiếng là điểm đến của các loài chim di cư. Nó được chỉ định là 'khu bảo tồn hệ sinh thái' vào ngày 10 tháng 8 năm 1999.

## Lịch sử
Quần đảo này có người sinh sống cho đến khi cầu Seogang được xây dựng trên đó. Hầu hết cư dân Bamseom thời Joseon đều là thợ đóng tàu.
Ngày 10 tháng 2 năm 1968, Bamseom được kích nổ nhằm mục đích thu gom đống đổ nát cần thiết cho việc xây dựng bờ kè phát triển Yeouido, và hòn đảo được chia thành thượng Bamseom và Hạ Bamseom.

## Hệ sinh thái

### Thực vật
- 194 loài thực vật, bao gồm liễu, ngải cứu, cỏ mật (Phalaris arundinacea), sậy (Phragmites australis) và cỏ bạc (Miscanthus sacchariflorus).

### Chim
- 77 loài chim, bao gồm vạc, vịt cổ xanh, vịt má trắng (Anas zonorhyncha), trĩ đỏ, khướu mỏ dẹt bé và chim ác là
- 41 loài chim núi, 15 loài chim nước và vịt, 3 loài hải âu, 4 loài diệc, diệc, sáo, ...

## Hình ảnh

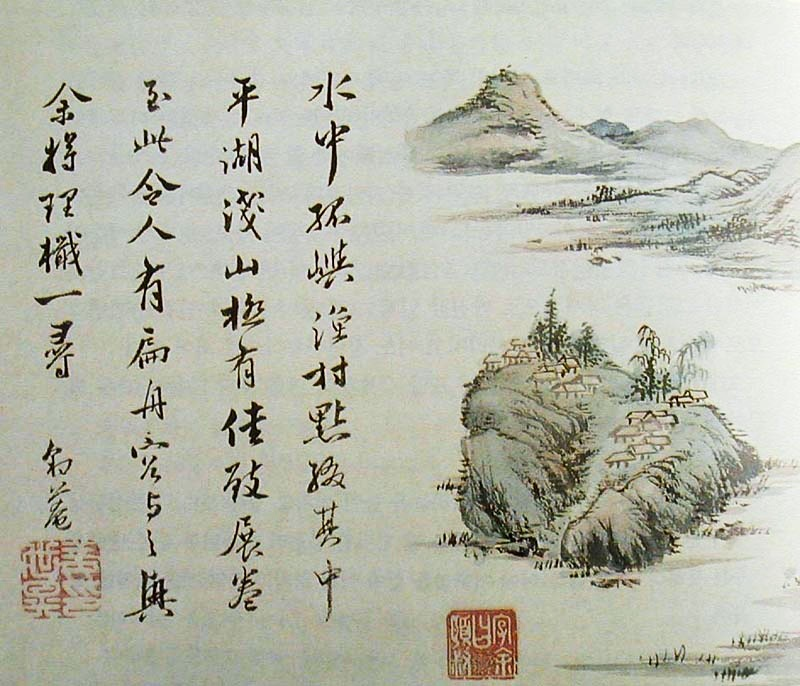
Đảo Bamseom vào thế kỷ 18, do Sim Sa-jeong vẽ
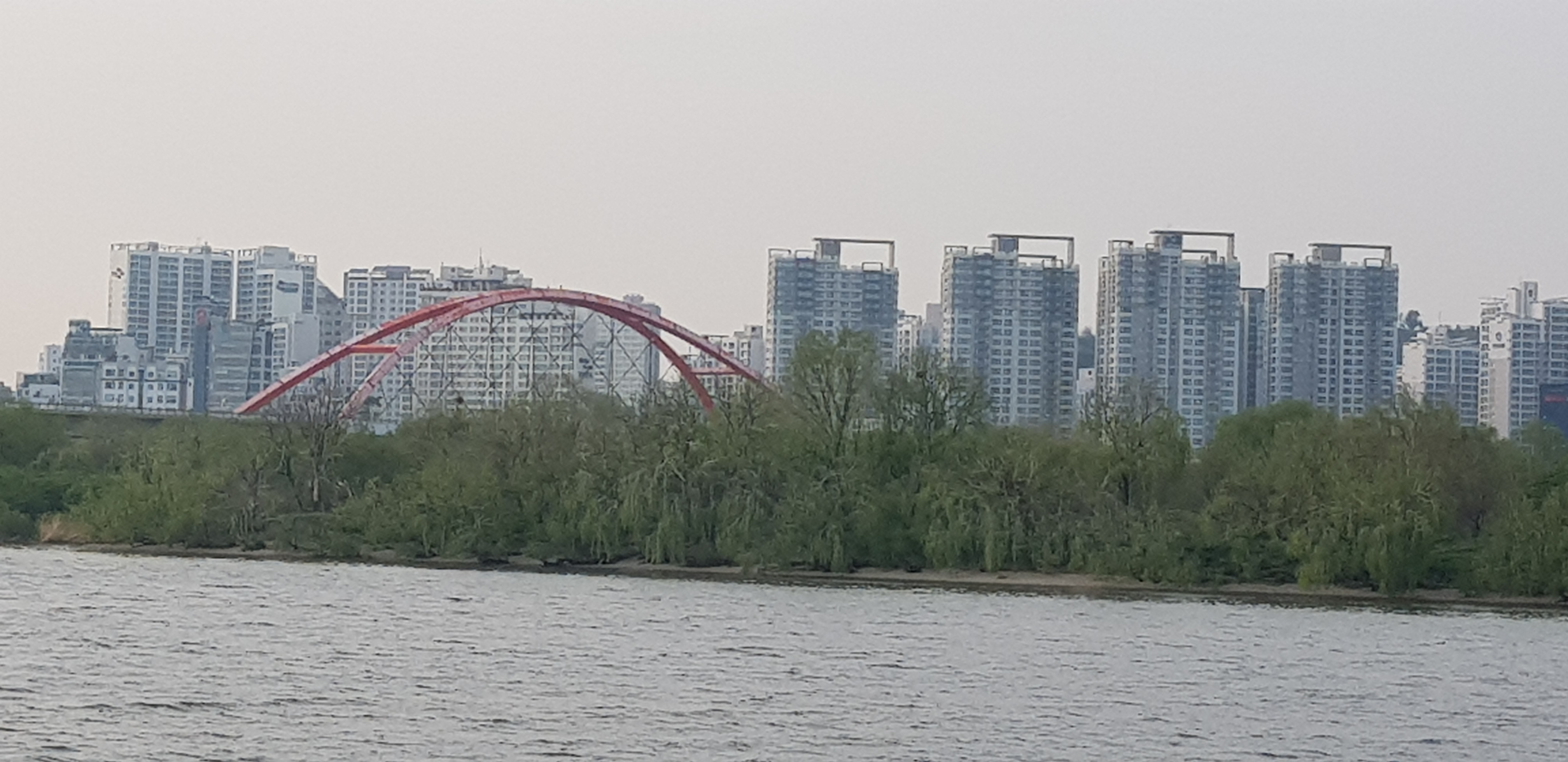
Quang cảnh Cầu Seogang và đảo Bamseom
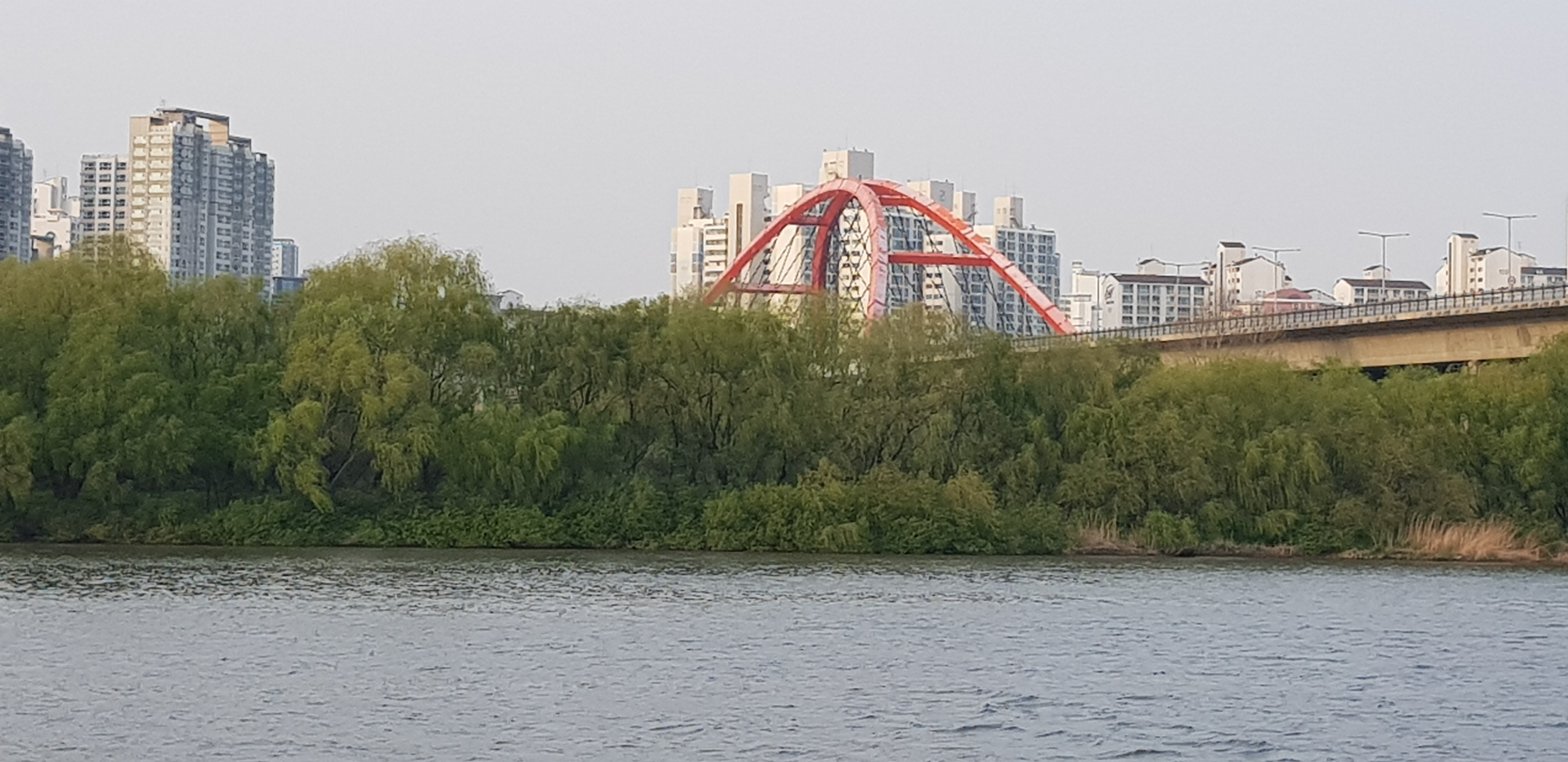
Quang cảnh Cầu Seogang và đảo Bamseom
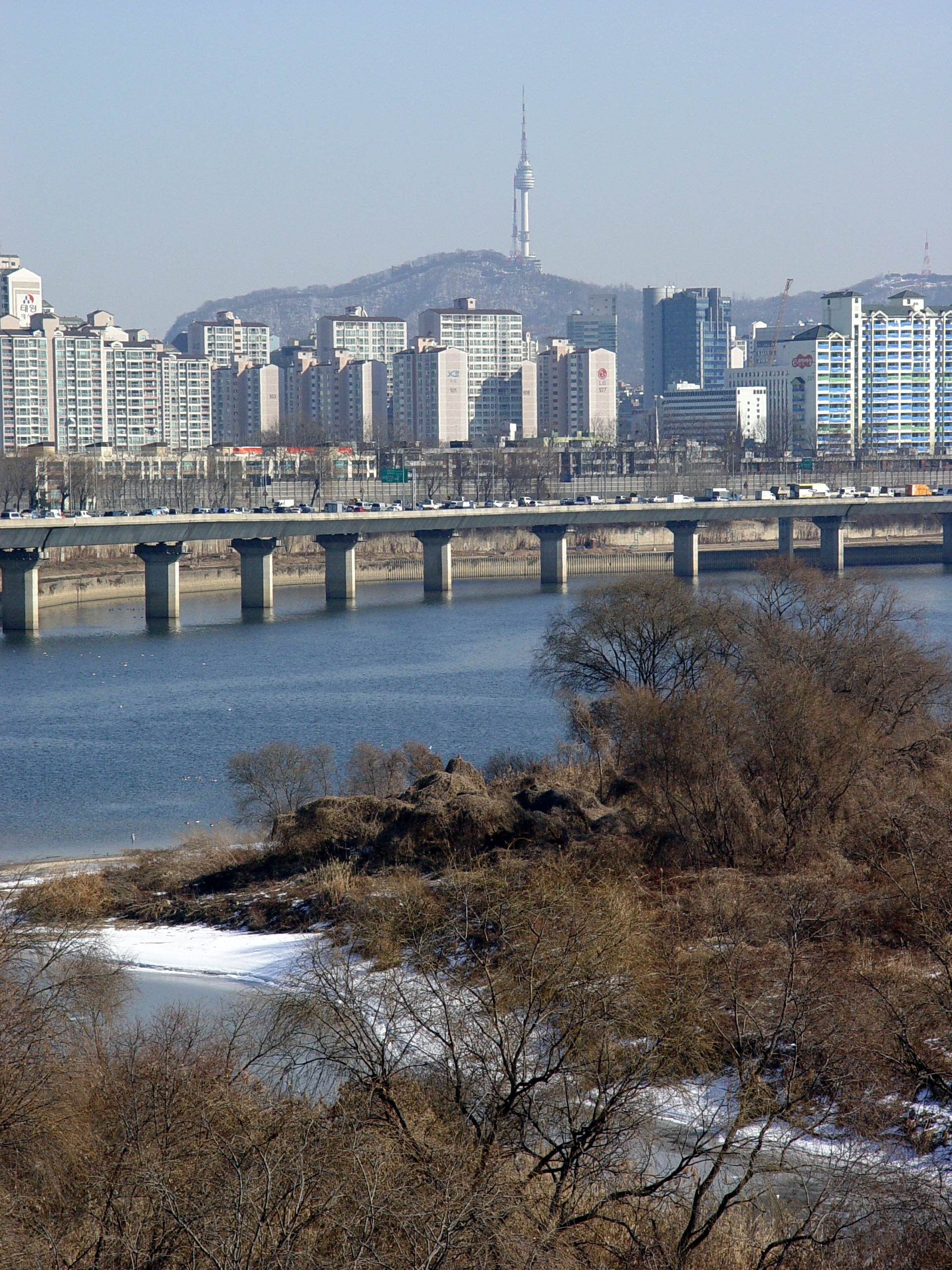
Namsan và Tháp N Seoul nhìn từ phía sau Đảo Bamseom
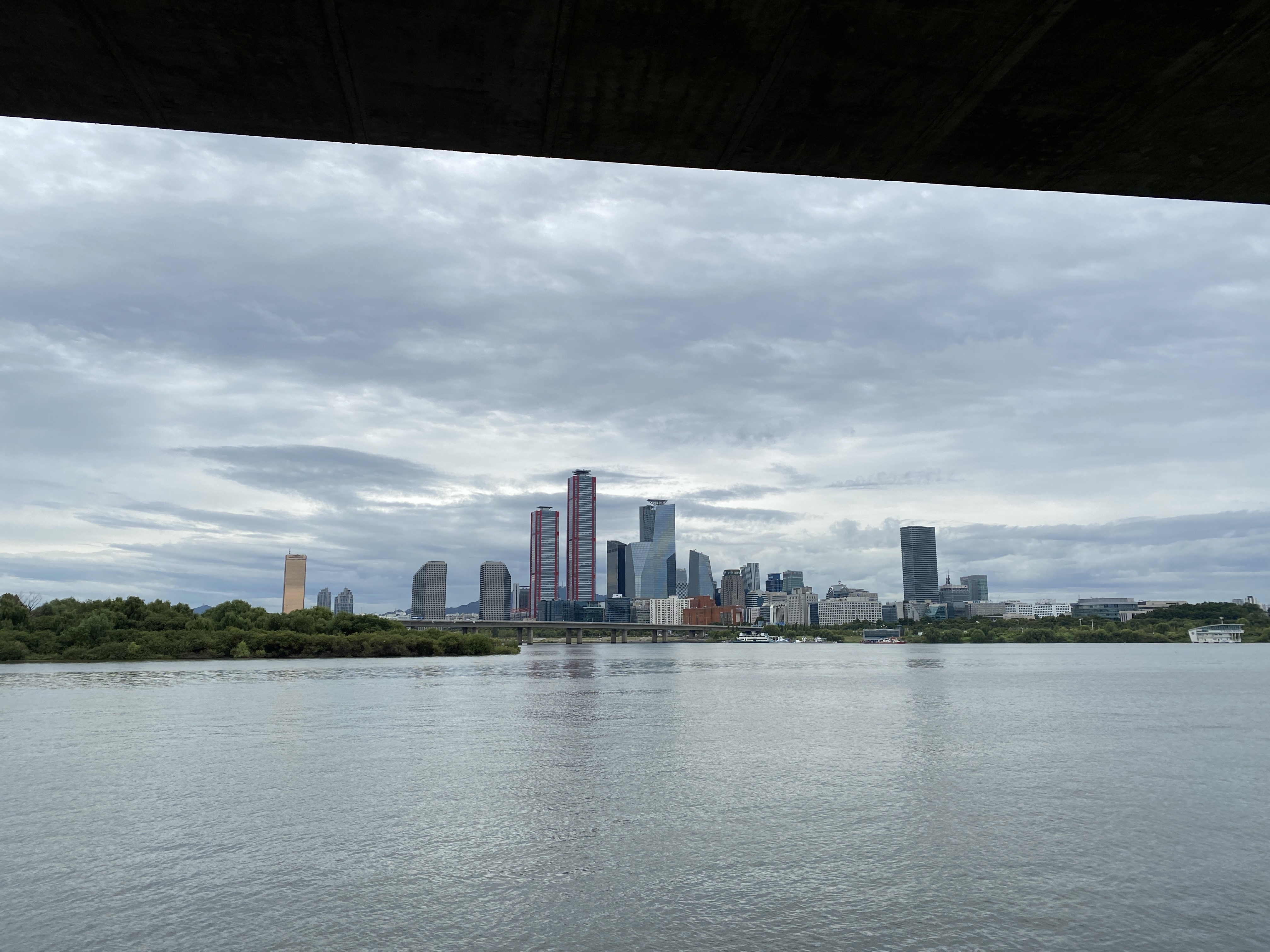
Yeouido và đảo Bamseom